# گایزلویند
گایزلویند (به آلمانی: Geiselwind) یک منطقهٔ مسکونی در آلمان است که در Kitzingen واقع شده‌است.